# William B. Bulloch
William Bellinger Bulloch (Savannah, 1777 – Savannah, 6 maggio 1852) è stato un politico statunitense.

## Biografia
Era l'ultimo figlio del governatore della Georgia Archibald Bulloch, che morì in circostanze misteriose nello stesso periodo della sua nascita. Divenne avvocato e cominciò ad esercitare dal 1797 nella sua città natale.
Coinvolto in politica, fu sindaco di Savannah per due volte, la prima tra il 1809 e il 1811 e la seconda tra il 1811 e il 1812 (la seconda volta per terminare il mandato del predecessore Thomas Mendenhall). Allo scoppio della guerra del 1812 si arruolò nell'artiglieria statale, ma la tranquillità del fronte georgiano gli permise di continuare la sua carriera politica: nel 1813 divenne senatore in sostituzione di William H. Crawford, dimissionario perché nominato ambasciatore statunitense in Francia, mentre nel 1814 era aldermanno di Savannah.
Dopo la fine della guerra fondò la Bank State of Georgia e ne divenne il primo presidente, rimanendo in carica fino al 1843. Si ritirò infine nella sua piantagione con la moglie e la figlia, morendo infine nel 1852.